# The Long Walk – Der Todesmarsch
The Long Walk – Der Todesmarsch ist ein angekündigter US-amerikanischer Horrorthriller von Regisseur Francis Lawrence, der am 11. September 2025 in die deutschen und am darauffolgenden Tag in die US-amerikanischen Kinos kommen soll. Es handelt sich um eine Adaption des 1979 veröffentlichten dystopischen Romans Todesmarsch von Stephen King, in dem 100 Jugendliche in einem jährlichen Wettkampf solange laufen müssen, bis es nur noch einen Überlebenden gibt. Die Hauptrollen übernahmen Cooper Hoffman, David Jonsson und Mark Hamill.

## Handlung
In einer dystopischen Zukunft werden die Vereinigten Staaten von einem autoritären Militärregime kontrolliert. Unter der Führung des „Majors“ wird jährlich ein sogenannter „Todesmarsch“ veranstaltet, bei dem 100 männliche Jugendliche solange laufen müssen, bis es nur noch einen Überlebenden gibt. Unterschreiten die Teilnehmer die Mindestgeschwindigkeit von drei Meilen pro Stunde, werden sie nach mehreren Warnungen erschossen. Dem Sieger winkt neben einem Leben in Luxus auch die Erfüllung eines beliebigen Wunsches. Während des Marsches entwickeln die Jugendlichen dennoch Freundschaften untereinander, wohl wissend, dass jeder noch lebende Konkurrent eine Gefahr für sie darstellt.

## Produktion
Beim Horrorthriller The Long Walk – Der Todesmarsch handelt es sich um eine Filmadaption des Romans Todesmarsch des US-amerikanischen Autors Stephen King. Dieser schrieb das Buch bereits 1967 während seiner Zeit an der University of Maine als Reaktion auf den Vietnamkrieg und veröffentlichte es 1979 unter dem Pseudonym Richard Bachman. Todesmarsch entwickelte sich schnell zu einem Klassiker der dystopischen Literatur und beeinflusste später andere Buchreihen wie Die Tribute von Panem und Maze Runner. Den ersten erfolglosen Versuch einer Verfilmung unternahm der für Die Nacht der lebenden Toten (1968) bekannte Regisseur George A. Romero bereits in den späten 1980er Jahren, ehe sich Frank Darabont in den 2000er Jahren die Adaptionsrechte sicherte. Dieser verantwortete zuvor die King-Verfilmungen Die Verurteilten (1994), The Green Mile (1999) und Der Nebel (2007), scheiterte aber an einer Umsetzung von The Long Walk.

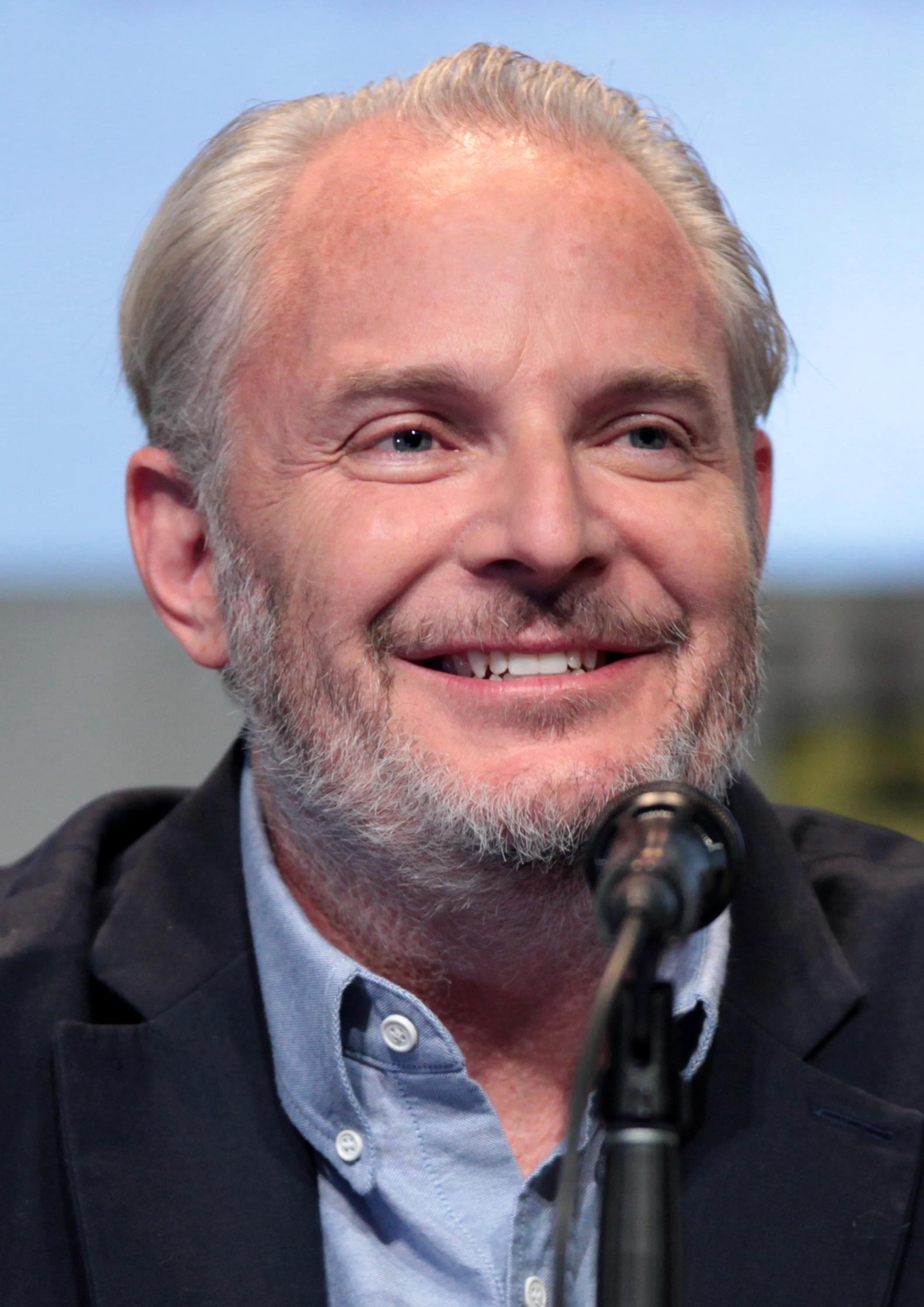
Regisseur Francis Lawrence

In den 2010er Jahren begann auch James Vanderbilt, eine Drehbuchadaption zu The Long Walk zu schreiben, ohne selbst die Rechte am Roman zu besitzen. Im Frühjahr 2018 tat er sich mit dem Produktionsunternehmen New Line Cinema zusammen, das zuvor mit der King-Verfilmung Es (2017) einen Überraschungserfolg feiern konnte und sich schließlich auch die Adaptionsrechte von Todesmarsch sicherte. Als Regisseur wurde im Folgejahr der für die Horrorfilme The Autopsy of Jane Doe (2016) und Scary Stories to Tell in the Dark (2019) bekannte norwegische Filmemacher André Øvredal verpflichtet, während Vanderbilt gemeinsam mit Bradley Fischer und William Sherak als Produzent fungieren sollte. Eine Umsetzung kam bei New Line letztendlich allerdings nicht zustande, sodass die Filmrechte im Sommer 2022 wieder erloschen. Daraufhin nahm sich Lionsgate dem Filmprojekt an und setzte The Long Walk mit dem für die Tribute-von-Panem-Filme bekannten Regisseur Francis Lawrence um. Das Drehbuch wurde von J. T. Mollner geschrieben, während Lawrence gemeinsam mit Roy Lee, Steven Schneider und Cameron MacConomy produzierte.
In den Hauptrollen verkörpern Cooper Hoffman den großherzigen Teilnehmer Raymond Garraty und David Jonsson den charismatischen und sportlichen Favoriten Peter McVries. Für die Antagonistenrolle des Majors wurde Mark Hamill verpflichtet, während Judy Greer Garratys Mutter spielt. Weitere Teilnehmer wurden mit Garrett Wareing, Charlie Plummer, Ben Wang, Roman Griffin Davis, Tut Nyuot, Jordan Gonzalez und Joshua Odjick besetzt.
Die Filmaufnahmen mit Kameramann Jo Willems erfolgten im Sommer 2024 in der kanadischen Provinz Manitoba rund um Winnipeg. Regisseur Francis Lawrence drehte in chronologischer Reihenfolge, um die entstehende Kameradschaft sowie die psychische, psychologische und emotionale Verfassung der Teilnehmer besser abbilden zu können. Pro Drehtagen mussten die Darsteller dabei teilweise bis zu 15 Meilen laufen, sodass über die gesamten Filmaufnahmen hinweg eine Strecke von rund 350 Meilen zurückgelegt wurde. Die Filmmusik komponierte Jeremiah Fraites.
Ein Trailer wurde am 7. Mai 2025 veröffentlicht. The Long Walk – Der Todesmarsch soll am 11. September 2025 in die deutschen und am darauffolgenden Tag in die US-amerikanischen Kinos kommen.